# Aeroportul Mondulkiri
Aeroportul Mondulkiri (IATA: MWV, ICAO: VDMK) este un aeroport din Mondulkiri Province⁠(d), Cambodgia ce deservește zona Senmonorom⁠(d).
Situat la o altitudine de 5 m, aeroportul dispune de o singură pistă.